# Кізимовська Ольга Василівна
Ольга Василівна Кізимовська (23 лютого 1900  Козелець, Чернігівська губернія, Російська імперія — 18 липня 1988, Київ, УРСР, СРСР) — радянська українська кіноакторка 1920-их років, режисерка монтажу. Нагороджена значком «Відмінник кінематографії СРСР», медалями.

## Життєпис
Народилася в родині вчителів. Закінчила Київський театральний технікум (1927).
Знялась у стрічках: «Джальма» (1928, сестра Цвіркуна), «Вітер з порогів» (1930).
Працювала на Київській кіностудії ім. О. П. Довженка помічницею та асистенткою режисера, режисеркою по монтажу.
Була членом Спілки кінематографістів України. 

## Фільмографія
Акторськи роботи:
- «Джальма» (1928, сестра Цвіркуна)
- «Вітер з порогів» (1930)

Режисер монтажу:
- «Джальма» (1928)
- «Вітер з порогів» (1930)
- «Степові пісні» (1933)
- «Кришталевий палац» (1934)
- «Щорс» (1939)
- «Зигмунд Колосовський» (1945, у співавт.)
- «Наші чемпіони»
- «Мартин Боруля»» (1953)
- «Назар Стодоля»»
- «Співає Україна» (1954)
- «Шляхи і долі» (1955)
- «Мандрівка в молодість» (1956)
- «Партизанська іскра» (1957)
- «Повість наших днів» (1959)
- «Дмитро Горицвіт» (1961)
- «Кров людська — не водиця» (1960)
- «Люди не все знають» (1964) та ін.